# Lachenalia perryae
Lachenalia perryae là một loài thực vật có hoa trong họ Măng tây. Loài này được G.D.Duncan mô tả khoa học đầu tiên năm 1996.